# Havuluodot (ö i Mellersta Finland)
Havuluodot är en ö i Finland. Den ligger i sjön Kynsivesi och Leivonvesi och i kommunen Hankasalmi i den ekonomiska regionen  Jyväskylä ekonomiska region  och landskapet Mellersta Finland, i den centrala delen av landet, 260 km norr om huvudstaden Helsingfors. Öns största längd är 40 meter i öst-västlig riktning. Notera att namnet antyder att det är fråga om flera öar.